# Wilsonia (animal)
Wilsonia es un género obsoleto de aves paseriformes perteneciente a la familia Parulidae.

## Especies
Contenía las siguientes especies:
- Wilsonia citrina, monjita, Hooded Warbler
- Wilsonia pusilla, bijirita de Wilson, Wilson's Warbler
- Wilsonia canadensis, bijirita del Canadá, Canada Warbler